# قشلاق بابارستم
قشلاق بابارستم، روستایی از توابع بخش مرکزی شهرستان نهاوند در استان همدان ایران است.

## جمعیت
این روستا در دهستان شعبان قرار دارد و براساس سرشماری مرکز آمار ایران در سال ۱۳۹۵، جمعیت آن ۸۹ نفر (۲۶خانوار) بوده‌است.